# Бекки Тэтчер
Ребекка Тэ́тчер, или Бе́кки (англ. Rebecca (Becky) Thatcher) — один из главных персонажей романа Марка Твена «Приключения Тома Сойера» (в других книгах о Томе Сойере не появляется и не упоминается, за исключением «Приключения Гекльберри Финна», где Бекки появляется один раз на пароходе возле острова Джексон). Одноклассница, подружка и соратница Тома Сойера в некоторых его приключениях.

## Характеристика персонажа
Бекки и её брат, Джефф Тэтчер, — дети судьи Тэтчера; они оба прибывают в городок Сент-Питерсберг, где проживает Том Сойер, вместе с отцом, получившим место судьи этого города. Бекки и Джефф одного возраста с Томом и с момента прибытия становятся его одноклассниками. У Бекки длинные золотистые волосы, которые обычно заплетены в косу.
Первые романтические чувства Бекки испытывает к Тому. Том влюбляется в неё в тот момент, когда видит в первый раз. Он сразу оставляет свою бывшую «невесту» — Э́мми Ло́ренс. В знак своей любви Бекки дарит Тому анютины глазки. Но когда Том случайно проговаривается, что у него уже была подружка, она серьёзно обижается и начинает плакать. Том, чтобы успокоить девочку, хочет подарить ей свою главную драгоценность — медную шишечку от тагана, но Бекки не принимает подарка.
Тем не менее, Том и Бекки мирятся после того, как он спасает её от наказания. Однажды, находясь в школе, движимая любопытством Бекки во время перемены открывает ящик учительского стола, чтобы узнать, о чём написано в таинственной книге, которую время от времени читает школьный учитель. Она видит размещённую в книге иллюстрацию, на которой изображён полностью обнажённый человек, в этот момент в класс внезапно входит Том, девочка пугается и неловким движением рвёт страницу книги. Бекки возвращает книгу на место, но уже на следующем уроке учитель обнаруживает, что книга порвана и спрашивает по очереди каждого из учеников, не он ли это сделал. Бекки, которую никогда ранее не наказывали розгами, приходит в ужас от перспективы подвергнуться порке. Когда очередь доходит до неё, она, понимая, что не сможет правдоподобно соврать, молчит, но внезапно Том заявляет: «Это сделал я!». Том получает порку вместо Бекки, после чего они мирятся.
Ключевой сценой книги является повествование о том, как Том и Бекки, заблудившись в пещере, едва не умирают от жажды.
В романе «Приключения Гекльберри Финна» Бекки появляется лишь один раз, когда вместе с отцом, Томом Сойером и другими жителями города на пароходе разыскивает тело якобы утонувшего Гека Финна возле острова Джексон.

## Прототип
Прототипом персонажа послужила Лора Хокинс из города Ганнибал (Миссури), жившая в 1840-е годы напротив дома, в котором Марк Твен в течение 13 лет создавал персонажи своих книг.
В 2007 году власти города, ставшего популярной литературной достопримечательностью и привлекающего сотни тысяч туристов в год, решили отреставрировать «дом Бекки Тэтчер» и открыть его для экскурсий.

## Сравнения персонажа и реальных людей
В 1982 году десятилетняя девочка Саманта Смит из городка Манчестер, штат Мэн, США, написала письмо генеральному секретарю ЦК КПСС Юрию Андропову. В письме она указала свой адрес и попросила ответить. Весной 1983 года часть текста этого письма, снабжённая комментариями, была опубликована в советской газете «Правда». Не дождавшись ответа, Саманта написала письмо советскому послу в США Анатолию Добрынину, спрашивая, собирается ли Андропов ответить ей. 26 апреля 1983 года она получила ответное письмо от Андропова. 25 апреля 1983 года «Правда» опубликовала текст этого письма, текст сразу же был перепечатан американскими газетами. В тексте Андропов говорил, что, судя по письму, Саманта Смит «смелая и честная девочка, похожая на Бекки, подружку Тома Сойера из знаменитой книги её соотечественника Марка Твена». 